# Dimaetha ferruginea
Dimaetha ferruginea là một loài tò vò trong họ Ichneumonidae.